# Brett Martin
Brett Martin (* 23. Januar 1963 in Queensland) ist ein ehemaliger australischer Squashspieler.

## Karriere
Martin entstammt einer erfolgreichen Squashfamilie. Sein Bruder Rodney Martin wurde 1991 Weltmeister, seine Schwester Michelle Martin gewann von 1993 bis 1995 sogar dreimal die Weltmeisterschaft. Brett Martin selbst blieb ein Weltmeistertitel im Einzel verwehrt. Seine höchste Platzierung in der Weltrangliste war Rang zwei im März 1994. In diesem Jahr stand er unter anderem im Finale der British Open, welches er in vier Sätzen gegen Jansher Khan verlor. 1996 und 1997 stand er zudem im Finale der PSA World Series, verlor jedoch beide Male. Während er 1996 Del Harris knapp in fünf Sätzen unterlag, blieb er 1997 gegen Jansher Khan chancenlos. Auch bei den US Open erreichte er 1991 einmal das Endspiel. Dieses verlor er gegen seinen Bruder Rodney. Mit der australischen Nationalmannschaft wurde er 1989 und 1991 Weltmeister. Seine Karriere, in deren Verlauf der drei Titel gewann, beendete Brett Martin im Jahr 1997. Brett Martin ist mit der Squashspielerin  Melissa Martin verheiratet.

## Erfolge
- Weltmeister mit der Mannschaft: 1989, 1991
- Gewonnene PSA-Titel: 3